# Палей, Александр Беньяминович
Алекса́ндр Беньями́нович Пале́й (первоначальная фамилия Абрамович; род. 9 января 1956, Кишинёв, Молдавская ССР) — молдавский советский и американский пианист и дирижёр. Заслуженный артист Молдавской ССР (1985). Народный артист Молдавии (2023). Лауреат Международного конкурса имени Иоганна Себастьяна Баха (1984).

## Биография
Родился в семье врачей — участкового терапевта Беньямина Исааковича Абрамовича (1923—?) и кардиолога в больнице скорой помощи Софьи Иосифовны Палей. Отец, участник Великой Отечественной войны, майор медицинской службы, кавалер ордена Красной Звезды, был уроженцем Одессы; мать происходила из Гомеля; родители познакомились во время учёбы в Кишинёвском мединституте.
В 1963 поступил в городскую музыкальную школу, в 1967—1974 годах обучался в кишинёвской Средней специальной музыкальной школе имени Е. Коки у Евгении Михайловны Ревзо (1915—2011). Начал выступать с сольными концертами с 13 лет (в апреле 1969 года), когда был известен как Алекса́ндр Абрамо́вич.
В 1972 году стал победителем Молдавского республиканского конкурса исполнителей классической музыки. В 1981 году окончил Московскую консерваторию, где учился в классе Беллы Давидович и после её эмиграции у Веры Горностаевой. Во время учёбы в консерватории женился на студентке фортепианного отделения Молдавского государственного института искусств имени Г. Музическу Валентине Борисовне Зеликман (в замужестве Палей, род. 1956), в этом браке родилась дочка Ирина. В 1981—1984 годах — преподаватель общего фортепиано Молдавского государственного института искусств имени Г. Музическу, до 1988 года — солист Молдавской государственной филармонии.
Был первым исполнителем произведений молдавских композиторов: концерта для фортепиано с оркестром Бориса Дубоссарского, колыбельной, диафоний, рапсодии для скрипки, фортепиано и ударных инструментов, сонаты-фантазии и малагеньи Василия Загорского, прелюдии и «Видения» Мариана Стырчи, рондо Соломона Лобеля, бессарабки Штефана Няги, вариаций на гагаузскую тему Михаила Колса. В 1984 году А. Палей стал лауреатом I премии на Международном конкурсе имени Иоганна Себастьяна Баха в Лейпциге, в 1986 году был удостоен премии Bösendorfer в Вене и I премии на международном конкурсе для пианистов и скрипачей имени Панчо Владигерова (Болгария).
В 1988 году не возвратился из гастрольной поездки с тенором Михаилом Мунтяном по Италии и поселился в Нью-Йорке. Жена и дочка, а также его родители и родители жены, не знавшие о невозвращении, на протяжении нескольких месяцев находились в сложном положении из-за неведения и почти ежедневных посещений их сотрудниками КГБ, но вскоре в СССР стал возможен свободный выезд и вся семья смогла выехать в Америку. В 1993 году Палей развёлся с первой женой и женился на пианистке из Тайваня Пей Вен Чен (англ. Pei-Wen Chen).
Александр Палей — организатор фестивалей классической музыки в Moulin d’Andé (Нормандия) и в Ричмонде. В числе выпущенных им в последние годы записей — полное собрание сочинений Милия Балакирева для фортепиано, все четыре Мефисто-вальса Ференца Листа, Второй и Четвёртый фортепианные концерты Антона Рубинштейна, все этюды Александра Скрябина.

## Дискография
- Anton Rubinstein: Piano Concerto No. 2 and Concerto No. 4. Russian Disc, 1994 & 2012.
- Balakirev: The Complete Piano Music (Полное собрание произведений Балакирева для фортепиано, 6 компакт-дисков). Essay, 1994 (Brilliant Classics, 1995 and 2005).
- Theodore Storm. Die Regentrude. Naxos, 1996.
- Scriabin: Études (Complete; Полное собрание фортепианных этюдов Скрябина). Naxos, 1997.
- Alexander Paley Plays Blüthner. Julius Bluthner Pianofortefabrik GmBH, 1998.
- Weber: Overtures (Piano Arrangement). Naxos, 1999.
- The Best of Weber (в сопровождении оркестра). Naxos, 1999.
- Anton Rubinstein: Piano Works: Six Etudes; Barcarolles. Marco Polo, 2002.
- Cesar Franck Piano Transcriptions: Violin Sonata; Pastorale. Marco Polo, 2002.
- Sheila Silver: Piano Concerto, Six Preludes. Naxos, 2003.
- Chopin, Rachmaninov. Sonates Pour Violoncelle & Piano (виолончель: Александр Дмитриев). Accord, 2005.
- Jean-Louis Agobet. Rittrato concertante. Timpani, 2005.
- Johann Sebastian Bach. Goldberg Variations (Вариации Гольдберга Баха в фортепианной интерпретации). Hänssler Classics, 2007.
- Alexander Paley plays Mozart, Beethoven, Brahms & Bartel. Hänssler Classics, 2007.
- Beethoven and Liszt: Adelaide & Septuor. Musidisc, 2007.
- Alexander Paley plays Chopin. Hänssler Classics, 2007.
- Alexander Paley Plays Sergej Prokofjew. Hänssler Classic, 2007.
- Weber: Piano Music (Полное собрание произведений Вебера для фортепиано, 4 компакт-диска). Naxos, 2009.
- Balakirev: Complete Piano Works. Indie Europe/Zoom, 2011.
- Tchaikovsky: Grande Sonate, The Seasons. Aparte, 2014.
- Rameau: Nouvelles suites de pièces pour clavecin, troisième livre. La Música, 2014.
- Rameau: Suites, Livre II. La Música, 2015.
- Weber: Overtures (Arranged for piano four hands, with Brian Zeger). Naxos, 2015.
- Medtner. Rachmaninov. Piano works. La Música, 2016.
- Rameau par Alexander Paley, Premier Livre. La Música, 2020.
- Enescu: Piano Music, Vol. 1: Piano Sonatas 1 & 3, Prelude and Fugue. Melism, 2020.
- Rachmaninov: Préludes, Op. 23 — Études-Tableaux, Op. 33. La Musica, 2020.
- Rachmaninov. Vol. 2. Preludes Op. 32. La Musica, 2022.